# WC-135 (航空機)

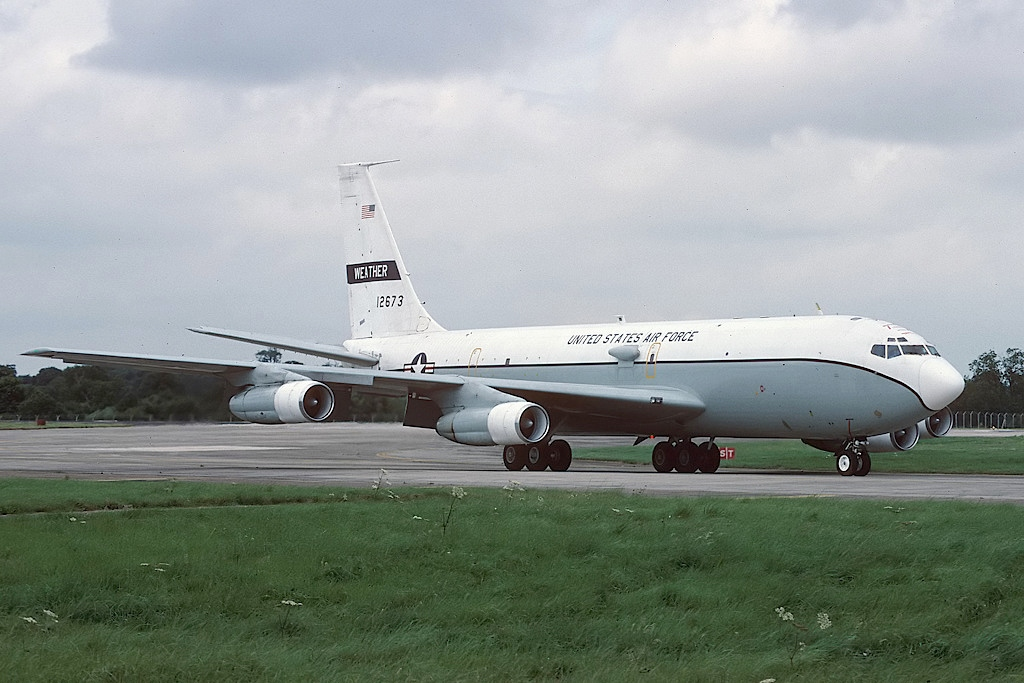
WC-135B
（1993年の撮影）

WC-135は、アメリカ空軍の軍用機。C-135Bを改修し大気収集機とした機体である。愛称はコンスタント・フェニックス（Constant Phoenix）。

## 概要
機体外部にフィルター・ペーパー付きの収集装置と採取した全サンプルを高圧力下で保存する圧縮装置を備え、大気中に含まれる微量の放射性粒子をリアルタイムに探知できる能力をもつ。
パイロット、整備士、AFTAC（Air Force Technical Applications Center）派遣の専門オペレーターのものを含め、シートは計33。
当初、1965年に10機がC-135BからWC-135Bへ改修運用されていたが、冷戦の終了と核実験停止条約の発効により機体の必要性が薄れ、徐々に退役し、1機が運用訓練機としてTC-135Bへ改称され、2019年時点において空中指揮機EC-135Cから改修されたWC-135C（機体番号：62-3582）と前述の運用訓練機TC-135Bから改修されたWC-135W（機体番号：61-2667）の2機が運用確認されている。
インド洋、ベンガル湾、地中海、南アメリカ沿岸、アフリカなどで定期的に大気収集任務にあたっている。ソ連のチェルノブイリ原子力発電所事故で発生した放射性粒子の検出にも、WC-135は大きな役割を果たした。
2006年10月の北朝鮮の核実験においては、沖縄県にあるアメリカ軍嘉手納基地からWC-135が離陸し、航空自衛隊保有のT-4練習機と平行して大気収集の任務にあたり、以降も2009年、2010年、2013年の北朝鮮による核実験の兆候ある度に複数回、同基地への飛来が確認されている。
2011年3月の福島第一原子力発電所事故でもネブラスカ州のオファット空軍基地から派遣された。
2022年よりKC-135R(エンジンをTF33からCFM-56に、アビオニクス等をそれぞれ換装したもの)をベースに所要の改修を行った機体を導入し、WC-135C及び135Wを順次置き換え、3機体制となった。
- 2022年9月：機体番号64-14836(元KC-135R)
- 2023年5月：機体番号64-14831(元KC-135R)
- 2023年12月：機体番号64-14829(元KC-135R)

## 要目

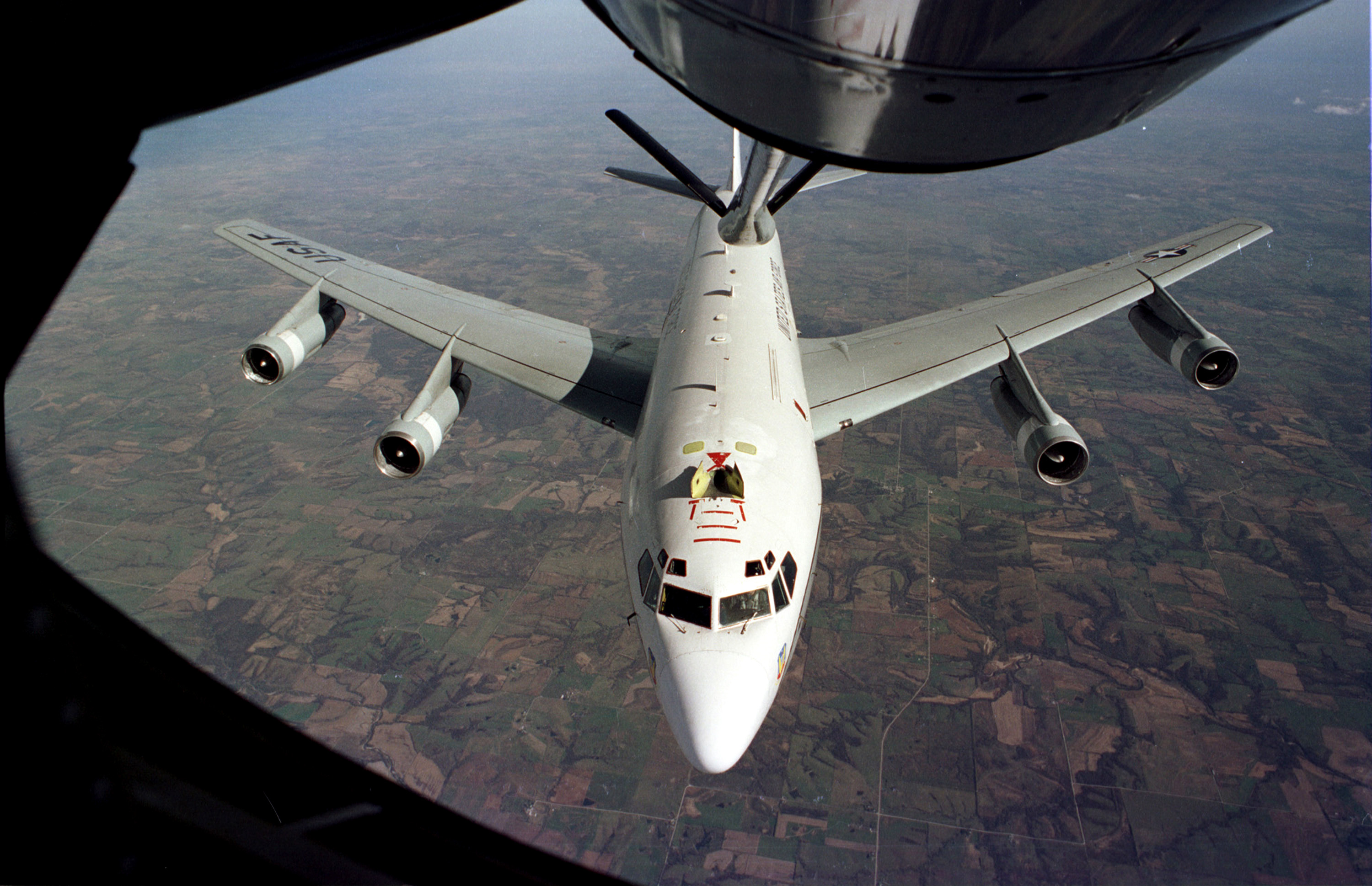
空中給油を受けるWC-135
（2006年の撮影）

### 諸元
- 乗員：任務により変化
- 全長：42.6m（139ft 11in）
- 全高：12.8m（42ft）
- 翼幅：39.9m（130ft 10in）
- 最大離陸重量：136.3t（300,500lb）
- 動力：スラスト・リバーサ付き プラット・アンド・ホイットニー TF33-P-5 ターボファンエンジン 16,050lbf（71.4kN）×4

### 性能
- 最大速度：350ノット（648km/h）
- 航続距離：4,000マイル（7,400km）
- 実用上昇限度：12,200m（40,000ft）
- 推力重量比：0.21

### 武装
- なし

使用されている単位の解説はウィキプロジェクト 航空/物理単位をご覧ください。